# Корнелия Функе
Корнелия Функе (на немски: Cornelia Funke) е немска писателка на бестселъри в жанра фентъзи и детско-юношески роман.

## Биография и творчество
Корнелия Каролине Функе е родена на 11 декември 1958 г. в Дорстен, Вестфалия, Германия, в семейството на Карл-Хайнц и Хелми Функе. Има брат и сестра. Завършва гимназия „Света Урсула“ в Дорстен, и учи педагогика и илюстрация на книги във Факултета по дизайн на Университета на Хамбург.
През 1979 г. се омъжва за Ролф Фрам, архитект. До май 2005 г. живеят в Хамбург. Имат две деца – Анна-Лена и Бенджамин. Той изоставя кариерата си, за да ѝ помага в работа ѝ като писател. През май 2005 г. се преместват в Лос Анджелис. Той умира през 2006 г. от рак на дебелото черво.
След дипломирането си Корнелия Функе работи като социален работник, като се фокусира върху работата с деца от нуждаещи се семейства. Заедно с работата си работи по илюстрации на детски книги. Покрай илюстрациите постепенно се вдъхновява сама да пише.
Първите ѝ книги от детските поредици „Ловци на призраци“ и „Дивите пиленца“ са издадени през 1993 г.
Става международно известна с публикуването на романа „Повелителят на крадците“ през 2000 г., публикуван на повече от 23 езика. През 2006 г. по него е направен филмът „Кралят на крадците“ с участието на Арън Джонсън, Джаспър Харис и Карол Бойд.
През 2003 г. е публикуван романът „Мастилено сърце“ от фентъзи поредицата ѝ „Мастилен свят“. През 2008 г. е екранизиран в едноименния филм с участието на Брендън Фрейзър, Анди Съркис и Елиза Бенет. Поредицата, вдъхновена от съпруга ѝ, е прекратена след смъртта му.
Най-известните произведения на писателката са преведени на 37 езика и са издадени в над 10 милиона екземпляра по света. Много от тях са екранизирани.
Корнелия Функе живее в Бевърли Хилс, Лос Анджелис, САЩ.

## Произведения

### Самостоятелни романи
- Die große Drachensuche. Oder Ben und Lisa fliegen aufs Dach der Welt (1988)
- Hinter verzauberten Fenstern (1989)
- Kein Keks für Kobolde (1989)
- Lilli und Flosse (1990)
- Potilla (1992)
- Monstergesicht (1993)
- Käpten Knitterbart und seine Bande (1993)
- Ene-mene-Rätselspaß mit Vampiren (1994)
- Rittergeschichten (1994)
- Zwei wilde, kleine Hexen (1994)
- Zottelkralle, das Erdmonster (1994)
- Als der Weihnachtsmann vom Himmel fiel (1994)
- Käpten Knitterbart auf der Schatzinsel (1995)
- Greta und Eule, Hundesitter 1995)
- Der Mondscheindrache (1996)
- Kleiner Werwolf (1996)
- Das verzauberte Klassenzimmer (1997)
- Gruselrätsel mit Vampiren (1997)
- Hände weg von Mississippi (1997)
- Tiergeschichten (1997)
- Prinzessin Isabella (1997)
- Drachenreiter (1997)
- Verflixt und zugehext (1998)
- Dicke Freundinnen (1998)
- Igraine Ohnefurcht (1998)
- Dachbodengeschichten, Illustrationen: Wilfried Gebhard. 1998)
- Strandgeschichten (1999)
- Das Piratenschwein (1999)
- Kleiner Werwolf (1999)
- Der verlorene Wackelzahn (2000)
- Herr der Diebe (2000)
Повелителят на крадците, изд.: ИК „Бард“, София (2007), прев. Яна Кожухарова
- Mick und Mo im Wilden Westen (2000)
- Dicke Freundinnen und der Pferdedieb (2001)
- Der geheimnisvolle Ritter Namenlos (2001)
- Die schönsten Erstlesegeschichten (2002)
- Emma und der blaue Dschinn 2002)
- Kribbel Krabbel Käferwetter (2003)
- Vorlesegeschichten von Anna (2003)
- Die Glücksfee (2003)
- Der wildeste Bruder der Welt (2004)
- Mick und Mo im Weltraum (2004)
- Cornelia Funke erzählt von Bücherfressern, Dachbodengespenstern und anderen Helden (2004)
- Rosannas großer Bruder (2005)
- Wo das Glück wächst. Mit Bildern von Regina Kehn. 2008)
- Das Monster vom blauen Planet (2008)
- Der verlorene Engel (2009)
- Der Bücherfresser (2011)
- Geisterritter (2011)

### Серия „Ловци на призраци“ (Die Gespensterjäger)
1. Gespensterjäger auf eisiger Spur (1993)
2. Gespensterjäger im Feuerspuk (1994)
3. Gespensterjäger in der Gruselburg (1995)
4. Gespensterjäger in großer Gefahr (2001)

### Серия „Дивите пиленца“ (Die Wilden Hühner)
1. Die Wilden Hühner (1993)
2. Die Wilden Hühner auf Klassenfahrt (1996)
3. Die Wilden Hühner, Fuchsalarm (1998)
4. Die Wilden Hühner und das Glück der Erde (2000)
5. Die Wilden Hühner und die Liebe (2003)

### Серия „Мастилен свят“ (Tintenwelt)
1. Мастилено сърце, Tintenherz (2003)
2. Tintenblut (2005)
3. Tintentod (2007)

### Серия „Безразсъдно“ (Reckless)
1. Steinernes Fleisch (2010)
2. Lebendige Schatten (2012)
3. Teuflisches Silber, Oktober 2014)

### Екранизации
- 2005 Die Wilden Hühner
- 2006 Кралят на крадците, Herr der Diebe – продуцент
- 2007 Die Wilden Hühner und die Liebe
- 2007 Hände weg von Mississippi
- 2008 Мастилено сърце, Tintenherz – продуцент
- 2009 Die Wilden Hühner und das Leben
- 2011 Als der Weihnachtsmann vom Himmel fiel
- 2012 The Woodlies – ТВ сериал
- 2015 Ghosthunters: On Icy Trails